# Cephalops perpaucus
Cephalops perpaucus är en tvåvingeart som först beskrevs av Hardy 1950.  Cephalops perpaucus ingår i släktet Cephalops och familjen ögonflugor.
Artens utbredningsområde är Kongo. Inga underarter finns listade i Catalogue of Life.